# Apolysis fumipennis
Apolysis fumipennis är en tvåvingeart som först beskrevs av Friedrich Hermann Loew 1844.  Apolysis fumipennis ingår i släktet Apolysis och familjen svävflugor. Inga underarter finns listade i Catalogue of Life.